# Шушка
Шушка (рум. Șușca) — село у повіті Караш-Северін в Румунії. Входить до складу комуни Пожежена.
Село розташоване на відстані 363 км на захід від Бухареста, 63 км на південний захід від Решиці, 110 км на південь від Тімішоари.

## Населення
За даними перепису населення 2002 року у селі проживали 482 особи.
Національний склад населення села:
| Національність | Кількість осіб | Відсоток |
| -------------- | -------------- | -------- |
| румуни         | 417            | 86,5%    |
| серби          | 57             | 11,8%    |

Рідною мовою назвали:
| Мова      | Кількість осіб | Відсоток |
| --------- | -------------- | -------- |
| румунська | 419            | 86,9%    |
| сербська  | 57             | 11,8%    |